# Superior (Montana)
Superior es un pueblo ubicado en el condado de Mineral en el estado estadounidense de Montana. En el Censo de 2010 tenía una población de 812 habitantes y una densidad poblacional de 269,57 personas por km².

## Geografía
Superior se encuentra ubicado en las coordenadas 47°11′37″N 114°53′41″O / 47.19361, -114.89472. Según la Oficina del Censo de los Estados Unidos, Superior tiene una superficie total de 3.01 km², de la cual 2.71 km² corresponden a tierra firme y (10.15%) 0.31 km² es agua.

## Demografía
Según el censo de 2010, había 812 personas residiendo en Superior. La densidad de población era de 269,57 hab./km². De los 812 habitantes, Superior estaba compuesto por el 93.84% blancos, el 0.74% eran afroamericanos, el 1.23% eran amerindios, el 1.6% eran asiáticos, el 0% eran isleños del Pacífico, el 0.12% eran de otras razas y el 2.46% pertenecían a dos o más razas. Del total de la población el 2.34% eran hispanos o latinos de cualquier raza.